# Numenes siletti
Numenes siletti este o molie din familia Erebidae. Se găsește în nord-estul Indiei și în Malaezia peninsulară⁠(en)[traduceți].

## Legături externe
- en Baza de date a genului Lepidoptera la Muzeul de istorie naturală